# Емиловка (село)
Еми́ловка (укр. Ємилівка) — село в Голованевской поселковой общине Голованевского района Кировоградской области Украины.
Население по переписи 2001 года составляло 833 человека. Почтовый индекс — 26532. Телефонный код — 5252. Код КОАТУУ — 3521481301.

## История
25 марта 1920 года, во время Первого зимнего похода Армии Украинской Народной Республики, в селе и его околицах состоялся бой между 1-й Запорожской дивизией Армии УНР (командующий — атаман Андрий Гулый-Гуленко), части которой останавливались здесь на отдых, и 45-й пехотной дивизией Красной армии.